# 虞山墓葬列表
虞山墓葬列表列出中华人民共和国江苏省常熟市虞山的墓葬。

## 列表
| 名称            | 时代   | 地址             | 保护等级           |
| --------------- | ------ | ---------------- | ------------------ |
| 仲雍墓          | 商周   | 虞山东麓         | 江苏省文物保护单位 |
| 言子墓          | 春秋   | 虞山东麓         | 江苏省文物保护单位 |
| 黄公望墓        | 元     | 虞山小石洞       | 江苏省文物保护单位 |
| 王鈇墓          | 明     | 西门外烧香浜     | 江苏省文物保护单位 |
| 瞿式耜墓        | 清     | 虞山牛窝潭       | 江苏省文物保护单位 |
| 王石谷墓        | 清     | 西门外程家桥南   | 江苏省文物保护单位 |
| 翁同龢墓        | 清     | 虞山鹁鸽峰下     | 江苏省文物保护单位 |
| 钱谦益·柳如是墓 | 清     | 西门外烧香浜     | 江苏省文物保护单位 |
| 四高僧墓        | 唐至宋 | 虞山兴福寺东     | 江苏省文物保护单位 |
| 瞿景淳墓        | 明     | 西门外赵家浜     | 江苏省文物保护单位 |
| 翁心存墓        | 清     | 虞山鹁鸽峰下     | 常熟市文物保护单位 |
| 周章墓          | 西周   | 虞山东麓         | 常熟市文物保护单位 |
| 翁同爵墓        | 清     | 虞山破龙涧       | 常熟市文物保护单位 |
| 翁咸封墓        | 清     | 虞山秦坡涧       | 常熟市文物保护单位 |
| 二义士墓        | 民国   | 虞山兴福寺东     | 常熟市文物保护单位 |
| 缪仲醇墓        | 明     | 虞山舜过井       | 常熟市文物保护单位 |
| 杨晋墓          | 清     | 虞山玉蟹泉       | 常熟市文物保护单位 |
| 蒋元枢墓        | 清     | 虞山西麓         | 常熟市文物保护单位 |
| 曾朴墓          | 民国   | 虞山宝岩大鹏山下 | 常熟市文物保护单位 |
| 张鸿墓          | 民国   | 虞山破龙涧       | 常熟市文物保护单位 |
| 赵石墓          | 民国   | 虞山南麓         | 常熟市文物保护单位 |